# Wheeler Oakman
Wheeler Oakman est un acteur américain né le 21 février 1890 à Washington et mort d'une crise cardiaque le 19 mars 1949 à Van Nuys (Californie).
Wheeler Oakman a commencé sa carrière cinématographique en 1912 sous la férule de Colin Campbell et la continua jusqu'à sa mort en 1949.

## Filmographie partielle
- 1912 : The Little Indian Martyr
- 1912 : Sergeant Byrne of the Northwest Mounted Police
- 1912 : The Indelible Stain
- 1912 : Partners
- 1912 : The Pity of It
- 1912 : The Great Drought
- 1912 : A Sad Devil
- 1912 : Her Educator
- 1912 : The God of Gold
- 1912 : Opitsah: Apache for Sweetheart
- 1912 : The Last of Her Tribe
- 1912 : The Vintage of Fate de Lem B. Parker
- 1912 : The Millionaire Vagabonds de Lem B. Parker
- 1912 : The Little Organ Player of San Juan
- 1912 : The Trade Gun Bullet
- 1912 : Saved by Fire de Lem B. Parker
- 1912 : When Helen Was Elected de Lem B. Parker
- 1913 : Greater Wealth
- 1913 : A Revolutionary Romance
- 1913 : The Three Wise Men
- 1913 : The Early Bird de Colin Campbell
- 1913 : The Flaming Forge
- 1913 : The Story of Lavinia
- 1913 : The Dancer's Redemption
- 1913 : Sally in Our Alley
- 1913 : A Prisoner of Cabanas
- 1913 : Vengeance Is Mine
- 1913 : Alas! Poor Yorick!
- 1913 : Dollar Down, Dollar a Week
- 1913 : Hiram Buys an Auto
- 1913 : In the Long Ago
- 1913 : The Wordless Message
- 1913 : Alone in the Jungle
- 1913 : When Lillian Was Little Red Riding Hood
- 1913 : When Men Forget
- 1913 : Songs of Truce
- 1913 : Budd Doble Comes Back
- 1913 : A Wild Ride
- 1913 : The Ne'er to Return Road
- 1913 : Phantoms
- 1913 : The Hopeless Dawn
- 1913 : Terrors of the Jungle
- 1913 : The Master of the Garden
- 1913 : Until the Sea...
- 1913 : A Dip in the Briney
- 1913 : The Artist and the Brute
- 1914 : The Lily of the Valley
- 1914 : On the Breast of the Tide
- 1914 : The Tragedy of Ambition
- 1914 : The Smuggler's Sister
- 1914 : The Uphill Climb
- 1914 : The Salvation of Nance O'Shaughnessy
- 1914 : The Lonesome Trail de Colin Campbell
- 1914 : The Cherry Pickers
- 1914 : Shotgun Jones de Colin Campbell
- 1914 : Me an' Bill de Colin Campbell
- 1914 : In Defiance of the Law
- 1914 : His Fight
- 1914 : The Wilderness Mail de Colin Campbell
- 1914 : The Spoilers de Colin Campbell
- 1914 : The Mother Heart
- 1914 : When the Cook Fell Ill
- 1914 : Etienne of the Glad Heart
- 1914 : Willie
- 1914 : The Speck on the Wall
- 1914 : The Fire Jugglers
- 1914 : The Reveler
- 1914 : The White Mouse
- 1914 : Chip of the Flying U
- 1914 : When the West Was Young
- 1914 : The Woman of It
- 1914 : The Losing Fight
- 1914 : Her Sacrifice
- 1914 : Hearts and Masks
- 1914 : The Going of the White Swan
- 1914 : The Squatters
- 1914 : In the Days of the Thundering Herd
- 1914 : The Tragedy That Lived
- 1914 : The Story of the Blood Red Rose
- 1914 : Till Death Us Do Part
- 1915 : The Vision of the Shepherd
- 1915 : The Carpet from Bagdad
- 1915 : Sands of Time
- 1915 : The Rosary
- 1915 : Willie Goes to Sea
- 1915 : Ebb Tide
- 1915 : The Runt
- 1915 : Sweet Alyssum
- 1915 : Just as I Am
- 1916 : The Brand of Cain
- 1916 : The Devil-in-Chief
- 1916 : A Social Deception
- 1916 : The Ne'er Do Well
- 1916 : The Crisis
- 1916 : Toll of the Jungle
- 1916 : The Private Banker
- 1917 : Betrayed
- 1917 : The Victor of the Plot
- 1917 : Her Heart's Desire
- 1917 : The Love of Madge O'Mara
- 1917 : Between Man and Beast
- 1917 : The Law North of 65
- 1918 : Passiflore (I Love You) de Walter Edwards
- 1918 : Revenge
- 1919 : L'Instinct qui veille{' (Back to God's Country)
- 1920 : La Vierge d'Istanbul (The Virgin of Stamboul) de Tod Browning
- 1920 : Les Révoltés (Outside the Law)
- 1928 : Dans la ville endormie (While the City Sleeps) de Jack Conway
- 1928 : The Good-Bye Kiss de Mack Sennett
- 1929 : L'Affaire Donovan (The Donovan Affair) de Frank Capra
- 1929 : La Revue en folie (On with the Show!) d'Alan Crosland
- 1929 : Little Johnny Jones de Mervyn LeRoy
- 1929 : L'École du courage (The Shakedown) de William Wyler
- 1932 : Hors-bord C-67 (Speed Demon) de D. Ross Lederman
- 1933 : Nuits de Broadway (Broadway Through a Keyhole) de Lowell Sherman (non crédité)
- 1935 : Code of the Mounted de Sam Newfield
- 1935 : Soir de gloire (Annapolis Farewell) d'Alexander Hall
- 1935 : L'Empire des fantômes (The Phantom Empire) d'Otto Brower et B. Reeves Eason
- 1943 : L'Homme-singe (The Ape Man) de William Beaudine